# .32 H&R Magnum

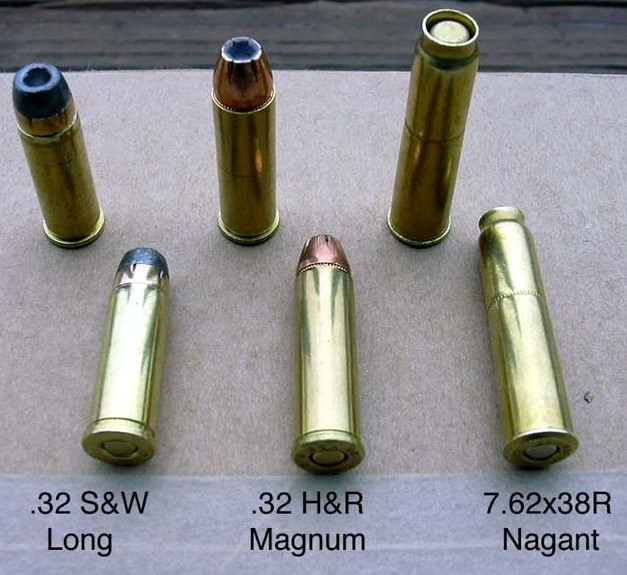
Um cartucho .32 H&R Magnum (centro) comparado a um .32 S&W Long (esquerda) e ao 7.62×38mmR Nagant (direita).

O .32 H&R Magnum é um cartucho com "culote", específico para uso em revólveres. Ele foi desenvolvido em 1984 por uma "joint venture" entre a Harrington & Richardson e a Federal Cartridge. O .32 H&R Magnum é produzido, aumentando o comprimento do estojo do .32 S&W Long em 3,9 mm, para 27,30 mm.